# چهل‌قزو سیاه‌دره
چهل‌قزو سیاه‌دره، روستایی از توابع بخش مرکزی شهرستان پاکدشت در استان تهران ایران است.

## جمعیت
این روستا در دهستان حصارامیر قرار دارد و براساس سرشماری مرکز آمار ایران در سال ۱۳۸۵، جمعیت آن ۸۷۵ نفر (۲۰۱خانوار) بوده‌است.